# George Eiferman
George Eiferman (ur. 3 listopada 1925 w Filadelfii, zm. 12 lutego 2002 w Las Vegas) – profesjonalny amerykański kulturysta, aktor i kaskader.

## Życiorys

### Wczesne lata
Urodził się w Filadelfii, gdzie uczęszczał do Olney High School. W 1942 roku, w wieku szesnastu lat wstąpił do Marynarki Wojennej Stanów Zjednoczonych, gdzie przez trzy lata służył podczas trwania II wojny światowej. Następnie wstąpił do jednego z ośrodków kulturystycznych w Filadelfii i tam rozpoczął trening. Przy swych 175 cm wzrostu, ważył wówczas niespełna 70 kg; w ciągu roku zyskał dalsze 10 kg wagi.  

### Kariera
W 1947 roku wygrał zawody kulturystyczne Mr. Philadelphia. Rok potem, w 1948 roku uhonorowano go tytułem Mr. America. W styczniu 1948 roku zdobył tytuł Mr. California, a później – Mr. Universe 1962.
Wystąpił w roli siebie samego w filmie kryminalnym The Devil's Sleep (1949). Przez kilka lat podróżował po kraju, prowadził pogadanki w szkołach, propagując fitness jako styl życia. W 1954 roku aktorka Mae West zatrudniła go do swojego słynnego Variety Show w nowojorskiej Dzielnicy Łacińskiej, występował w objazdowym klubie nocnym, na którym znalazło się szereg modeli-kulturystów, w tym Mickey Hargitay, Charles Krauser, Richard DuBois, Joe Gold, Dominic Juliano, Chuck Pendleton, Armand Tanny i Irvin Koszewski.
Od 16 do 26 września 1976 występował na scenie Broadwayu jako Strongman w sztuce Debbie z Debbie Reynolds.
W latach dziewięćdziesiątych przeszedł na emeryturę i wykupił sieć klubów fitness w Las Vegas. 
Zmarł 12 lutego 2002 w Las Vegas w wieku siedemdziesięciu sześciu lat. Przyczyną zgonu była niewydolność serca. Pochowano go na Southern Nevada Veterans Memorial Cemetery.

## Tytuły
Był zdobywcą następujących tytułów kulturystycznych:
- 1947 Mr. Philadelphia
- 1948 Mr. California
- 1948 Mr. America
- 1962 Mr. Universe

## Filmografia
- 1949: The Devil's Sleep w roli samego siebie
- 1959: Make Room for Daddy - odc. Tonoose, the Matchmaker jako Salim